# ノギハラバシリスク
ノギハラバシリスク（Basiliscus vittatus）は爬虫綱有鱗目トカゲ亜目イグアナ科（バシリスク科とする説もあり）バシリスク属に分類されるトカゲ。

## 分布
エルサルバドル、コスタリカ、パナマ、ニカラグア、ベリーズ、ホンジュラス、メキシコに自然分布。アメリカ合衆国（フロリダ州）に移入。

## 形態
全長60-70cm。和名のノギハラは漢字では「禾腹」もしくは「芒腹」と書く。のぎとは稲や麦の種子にある棘のことで、本種の腹面の鱗にのぎのような棘状の盛り上がり（キール）が入ることが和名の由来。体色は褐色で、吻端や眼から胴体側面にかけて明色の筋模様が入る個体もいる。尾は長く全長の半分以上を占める。
成体のオスに頭頂部や背面、尾にトサカや帆（クレスト）が発達する。グリーンバシリスクに比べ背面や尾のクレストは発達せず頭頂部のクレストも1つしかないが、頭頂部のクレストはバシリスク属では最も発達する。メスや幼体はクレストが発達しない。

## 生態
水辺の森林に生息し、水上に張り出した木の上にいることが多い。驚くと水中に飛びこんだり、後肢だけで立ちあがり走って逃げる。その際に短距離であれば表面張力を利用し水面を走り抜けることもある。
食性は肉食性の強い雑食性で昆虫類、小型爬虫類、小型鳥類、小型哺乳類、果実等を食べる。
繁殖形態は卵生で、10個前後の卵を産む。

## 人間との関係
ペット用として流通されることがあり、日本にも輸入されている。主に繁殖個体が流通する。飼育された個体はあまりクレストが発達しないとされる。
驚くとケージ内を走り回り吻端を潰してしまうため、飼育には広いケージと落ち着いた環境が必要。幼体から飼育すれば人や環境に慣れることもあるが、場合によってはケージを暗幕で覆う等の対処をして外部から刺激を受けないようにする。また水辺の高温多湿の環境を好むため全身が浸かる事の出来る水容器や、ケージ全体を保温する設備も必要になる。